# Indemini
Indemini est une localité de Gambarogno et une ancienne commune suisse du canton du Tessin.

## Histoire

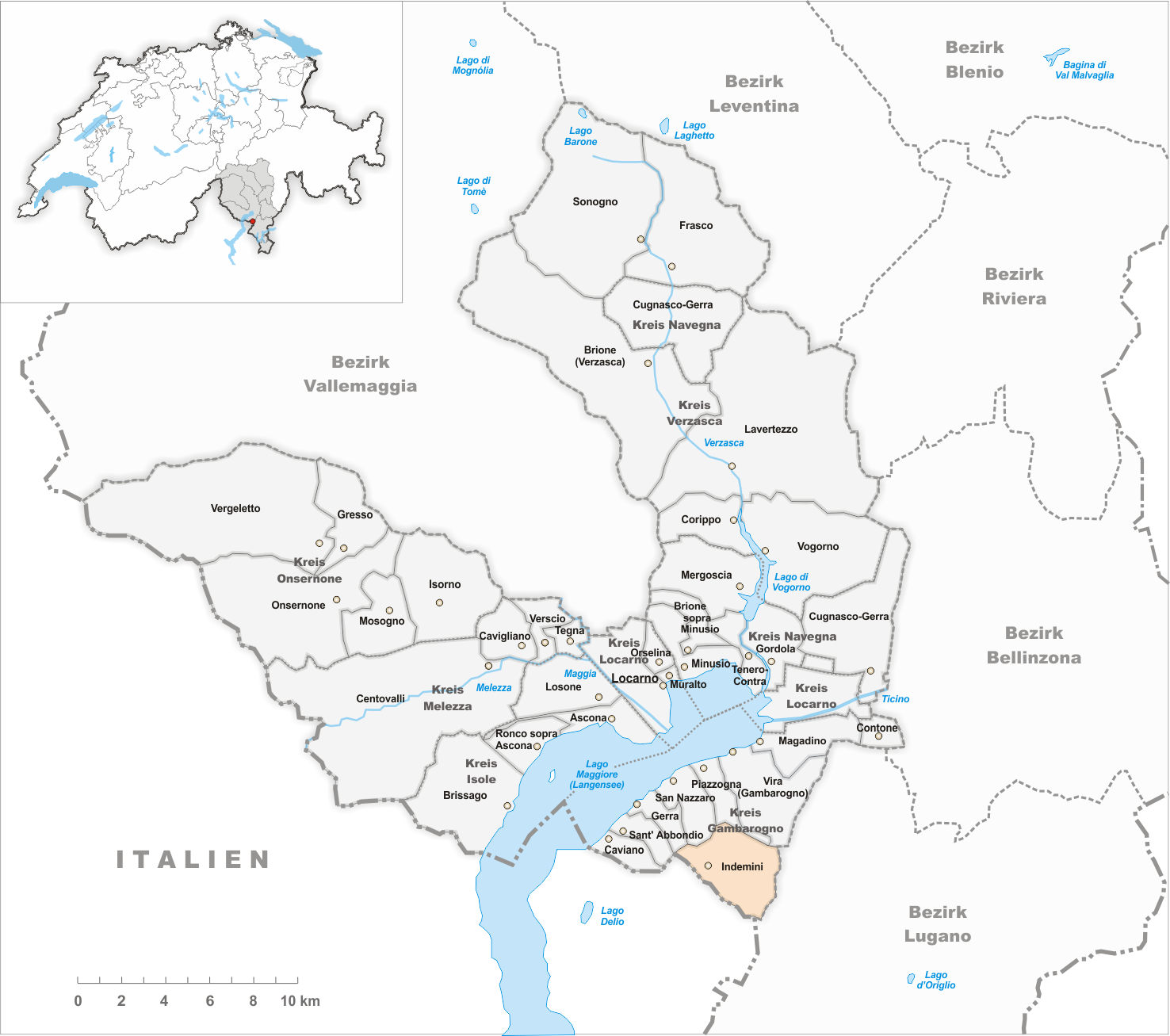
Carte de l'ancienne commune d'Indemini.

Photo aérienne (1954).

Durant la République cisalpine, qui abolit définitivement le statut féodal, le Tessin propose d'échanger Campione d'Italia contre la commune d'Indemini, mais cette initiative reste sans suite.
Indemini est une ancienne commune suisse avant le 25 avril 2010. La localité a fusionné avec les communes de Caviano, de Contone, de Gerra, de Magadino, de Piazzogna, de San Nazzaro, de Sant'Abbondio et de Vira pour former la commune de Gambarogno. Cette fusion est effective depuis le 25 avril 2010. Son ancien numéro OFS est le 5110.